# Abbattimento dell'Ilyushin Il-76 di TransAVIAexport Airlines del 2007
L'incidente dell'Il-76 di TransAVIAexport Airlines del 2007 si riferisce a un Ilyushin Il-76 cargo operato dalla compagnia aerea bielorussa TransAVIAexport Airlines che si schiantò alla periferia di Mogadiscio, in Somalia, il 23 marzo 2007, durante la battaglia di Mogadiscio. L'aereo trasportava attrezzature per riparazioni e aiuti umanitari. Secondo un portavoce del ministero dei trasporti della Bielorussia, l'aereo era stato abbattuto, tuttavia il governo somalo insistette sul fatto che si trattava di un incidente. L'equipaggio di undici persone a bordo dell'aereo morì nello schianto.

## Antefatti
Il 9 marzo 2007 un Ilyushin Il-76TD della TransAVIAexport con codice di registrazione EW-78826, che stava per completare un volo Entebbe – Mogadiscio con a bordo forze della pace e attrezzature ugandesi, effettuò con successo un atterraggio d'emergenza all'aeroporto Internazionale di Mogadiscio dopo essere stato colpito da una granata e aver preso fuoco durante l'avvicinamento all'aeroporto di destinazione. Apparentemente, il razzo era stato lanciato da un'imbarcazione mentre l'aereo vi transitava sopra, ad una altitudine di 490 piedi (150 m). A bordo era presente un equipaggio di nove bielorussi, insieme a sei soldati dell'UPDF; risultarono tutti illesi. La milizia islamista rivendicò l'attacco, sostenendo che il loro obiettivo era colpire le forze pacificatrici dell'Unione africana, poiché erano viste come truppe d'invasione. I funzionari somali negarono tale attacco e dichiararono invece che l'incidente avvenne a causa di un guasto tecnico occorso al velivolo.
Si sapeva anche dell'esistenza di un rapporto con affermazioni non verificate che circolavano su Internet, le quali affermavano che l'aereo stava effettivamente trasportando un carico segreto di veicoli da combattimento di fanteria per le truppe ugandesi. In questo rapporto si diceva anche che questi veicoli avevano salvato tutti gli occupanti a bordo.

## L'incidente

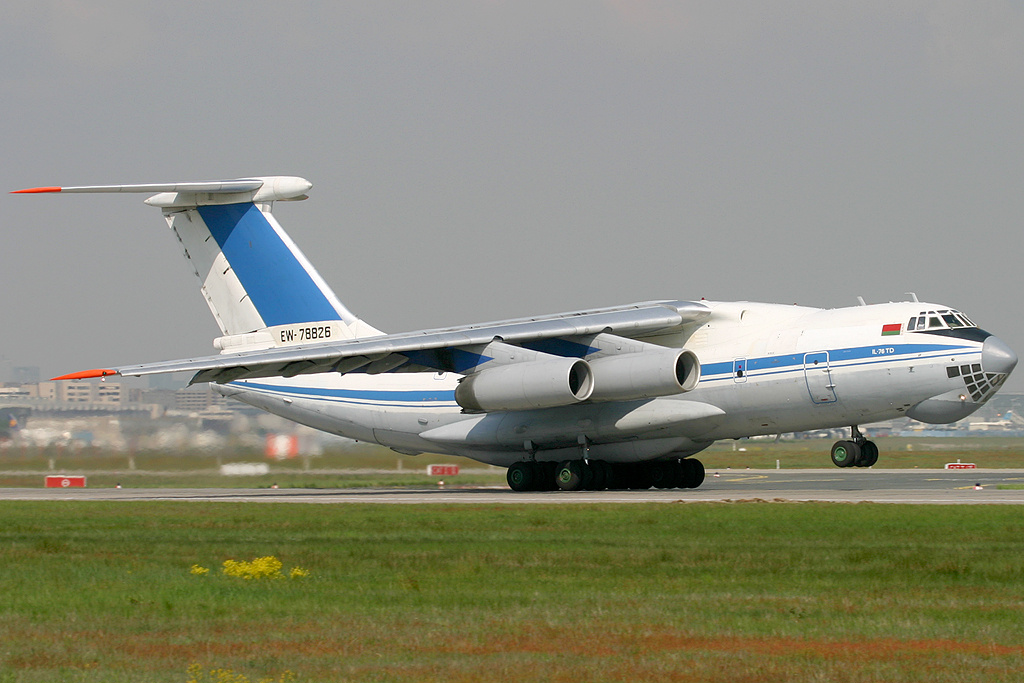
EW-78826, un Ilyushin Il-76TD appartenente a TransAVIAexport e noleggiato a Galaxy AIR FCZ, una compagnia di trasporto aereo degli Emirati Arabi Uniti, fu oggetto di un attacco nel marzo 2007 in Somalia. Un tribunale di Minsk stabilì che, inviando l'aereo nella zona di un conflitto armato e non informando il locatore, il contratto di leasing era stato violato. Galaxy AIR dovette pagare oltre 1 milione di dollari per i danni subiti dall'aereo.

L'aereo coinvolto era un Ilyushin Il-76, un grande aereo cargo di fabbricazione russa. Registrato come EW-78849, questo particolare Il-76 era stato noleggiato per operare un volo cargo con lo scopo di trasportare attrezzature da fornire alle forze pacificatrici ugandesi dell'AMISOM, nella capitale somala di Mogadiscio. Tutti i membri dell'equipaggio erano bielorussi; quattro membri del personale a bordo dell'aereo erano ingegneri che avevano lavorato alla riparazione dell'altro Ilyushin Il-76TD che aveva subito un tentativo di abbattimento 14 giorni prima. Gran parte dell'equipaggiamento a bordo dell'EW-78849 era destinato alla riparazione dell'aereo danneggiato in precedenza; il resto del carico era costituito da aiuti umanitari. Il primo aereo era ancora bloccato al momento della partenza dell'EW-78849 e TransAVIAexport stava valutando se smantellarlo per recuperarne le parti ancora utilizzabili.
Secondo i piani, il velivolo EW-78849 doveva tornare in Bielorussia trasportando l'attrezzatura utilizzata per le riparazioni dell'aereo EW-78826, facendo uno scalo a Gibuti per rifornirsi di carburante. Diretto a Minsk, l'aereo era decollato dall'aeroporto di Mogadiscio alle 14:00 ora locale. Secondo il ministro dell'Interno somalo Mohamed Mahamud Guled, non appena raggiunse i 10 000 piedi (3 000 m) di altitudine, il pilota segnalò un problema al motore numero due, affermando che sarebbe tornato all'aeroporto per effettuare un atterraggio di emergenza; in quel momento un'ala esplose, staccandosi dal velivolo e cadendo nell'Oceano Indiano, mentre il resto dell'aereo proseguì la sua planata, in preda alle fiamme, precipitando lungo la costa.
Lo schianto avvenne in una zona chiamata Kuluweyne, con la parte principale del relitto caduta nei pressi di un villaggio rurale. Un giornalista della Reuters arrivato sulla scena disse di aver visto carcasse di animali investiti dallo schianto, quattro cadaveri ancora a terra e rottami sparsi su un'area delle dimensioni di quattro campi da calcio. I soccorritori recuperarono i corpi di dieci membri dell'equipaggio, morti nello schianto, mentre trovarono l'undicesimo membro ancora in vita che vagava sul luogo del disastro. Venne trasportato in ospedale, dove morì lo stesso giorno. Le operazioni in aeroporto non subirono rallentamenti dall'incidente, con il primo ministro somalo Ali Gedi e la sua delegazione che partirono regolarmente dall'aeroporto il giorno successivo, per presiedere al vertice della Lega araba in Arabia Saudita.
I corpi degli undici membri dell'equipaggio furono riportati in Bielorussia su un aereo della Gomelavia, il 30 marzo 2007. Il 2 aprile si tennero i funerali delle vittime, ai quali parteciparono in centinaia. Otto delle vittime vennero sepolte in un unico lotto al cimitero di Maskouskiya, mentre i rimanenti a Vitsebsk.

### L'ipotesi dell'abbattimento
Un civile che aveva assistito al disastro affermò di aver sentito quello che credeva essere un missile terra-aria, sparato immediatamente prima dell'incidente. Ci furono segnalazioni secondo cui il missile proveniva da una piccola imbarcazione, mentre altre testimonianze riferirono che proveniva da un vicino mercato agricolo. Secondo le ricostruzioni, il velivolo venne colpito dal missile ad un'altitudine di circa 490 piedi (150 m).

## Reazioni e conseguenze
Inizialmente le autorità somale dichiararono che la causa del disastro era sconosciuta, sostenendo l'ipotesi di un incidente ed escludendo la matrice terroristica. Tuttavia, pur non rivendicando la responsabilità di questo specifico attacco, un sito web islamista dichiarò che l'aereo era stato effettivamente colpito da un missile. Entro 24 ore dall'incidente, i funzionari bielorussi confermarono che l'aereo era stato abbattuto e i soldati somali avevano iniziato a presidiare l'area per prevenire interferenze esterne. TransAVIAexport sospese tutti i voli per la Somalia e la Bielorussia consigliò alle sue compagnie aeree di non entrare nello spazio aereo somalo. L'ufficio del procuratore dei trasporti bielorusso aprì un'indagine per violazione dell'articolo 126 del codice penale, che riguarda il terrorismo internazionale.
Il 5 aprile 2007, la Federal Aviation Administration pubblicò un comunicato che vietava alle compagnie aeree statunitensi e agli operatori commerciali di operare nello spazio aereo somalo ad altitudini inferiori a 26 000 piedi (7 900 m), a causa di possibili minacce provenienti da granate con propulsione a razzo e missili a spalla.
Secondo l'annuario dello Small Arms Survey del 2008 l'aereo era stato abbattuto da uno dei due Igla 9K38 sparati da Hezbul Islam.